# Walerij Popowicz
Walerij Aleksandrowicz Popowicz (ros. Валерий Александрович Попович, ur. 18 maja 1970 w Gorkim) – rosyjski piłkarz występujący na pozycji napastnika, trener piłkarski.

## Kariera
Popowicz karierę rozpoczynał w 1986 roku w Chimiku Dzierżyńsk. Następnie grał w Lokomotiwie Gorki, CSKA Moskwa oraz Spartaku Moskwa, a w 1992 roku został graczem fińskiego drugoligowca, TPV. W sezonie 1992 został królem strzelców drugiej ligi, a także wraz z zespołem wywalczył awans do pierwszej.
W 1994 roku Popowicz przeszedł do zespołu Ilves. Jednak jeszcze w tym samym roku przeniósł się do Haki. W sezonie 1995 zdobył z nią mistrzostwo Finlandii, a z 21 bramkami został też królem strzelców pierwszej ligi. Po tych sukcesach został wypożyczony do duńskiego Ikast FS. W 1996 roku wrócił do Haki i w sezonie 1996 spadł z nią do drugiej ligi. W kolejnym awansował z powrotem do pierwszej, a także zdobył Puchar Finlandii. Po raz drugi został też królem strzelców drugiej ligi. W sezonach 1998 oraz 1999 wraz z Haką wywalczył kolejne mistrzostwa Finlandii. W sezonie 1999 z 23 golami został najlepszym strzelcem ligi.
Pod koniec 1999 roku Popowicz został wypożyczony do holenderskiego SC Heerenveen. W Eredivisie zadebiutował 1 grudnia 1999 w wygranym 2:0 meczu z FC Den Bosch. 15 grudnia 1999 wygranym 4:1 pojedynku z RKC Waalwijk strzelił pierwszego gola w Eredivisie. W Heerenveen grał do końca sezonu 1999/2000, podczas którego wywalczył z nim wicemistrzostwo Holandii.
Następnie wrócił do Haki. Zdobył z nią jeszcze dwa mistrzostwa Finlandii (2000, 2004) oraz dwa Puchary Finlandii (2002, 2005). W 2009 roku odszedł do HJK Helsinki, z którym w tym samym roku wywalczył mistrzostwo Finlandii. W latach 2010–2012 był zaś grającym trenerem zespołu Ilves.